# Palacio Real Mayor de Barcelona
El Palacio Real Mayor (Palau Reial Major en catalán) de Barcelona era una antigua residencia real en España que se encontraba situada en el centro del barrio gótico, en la plaza del Rey. Constituyó la residencia de los condes de Barcelona y más tarde de los reyes de la Corona de Aragón.
Se tiene documentación del nombre de Palau Major por primera vez en 1116, y fue nombrado así para diferenciarlo del Palacio Real Menor, que se encontraba edificado en la plaza de Sant Miquel, detrás de la Casa de la Ciudad y que fue derribado en 1847.
Del antiguo complejo solo se conservan algunos edificios aislados y muy transformados, los cuales están abiertos al público como parte del Museo de Historia de Barcelona y del Museo Frederic Marès.

## Historia

### El Palacio Condal (siglosIX-XII)
El palacio tendría su origen en época visigoda, cuyo vestigios se encuentran bajo el Salón del Tinell. En el año 985, este primer palacio, junto con el resto de la ciudad, fue saqueado por Almanzor, militar del califato de Córdoba.
Durante la segunda mitad del siglo XI el edificio fue derribado para construir uno nuevo. El edificio románico era rectangular y perpendicular a la muralla a la que se encontraba adosada. El palacio se extendía desde la catedral románica a la actual plaza de San Ivo. De esta época es la escalinata exterior, aún existente, donde se hacían las reuniones del Consejo de Ciento cuando aún no disponían de edificio propio.
Este palacio románico permaneció cerca de dos siglos sin sufrir ninguna reforma importante.

### El Palacio Real (siglosXII-XIII)
Desde el acceso del linaje de los condes de Barcelona al trono del reino de Aragón, el antiguo palacio condal, ahora palacio real, fue escenario de importantes eventos políticos y reformas arquitectónicas.
El día 20 de diciembre de 1228, Jaime I reunió las Cortes en el Palacio Real Mayor dirigiéndose a los asistentes con estas palabras:

On nós vos pregam molt carament (…) que ens donets consell e ajuda (…) en est viatge que volem fer sobre el regne de Mallorques e les altres illes que pertanyen a aquella.

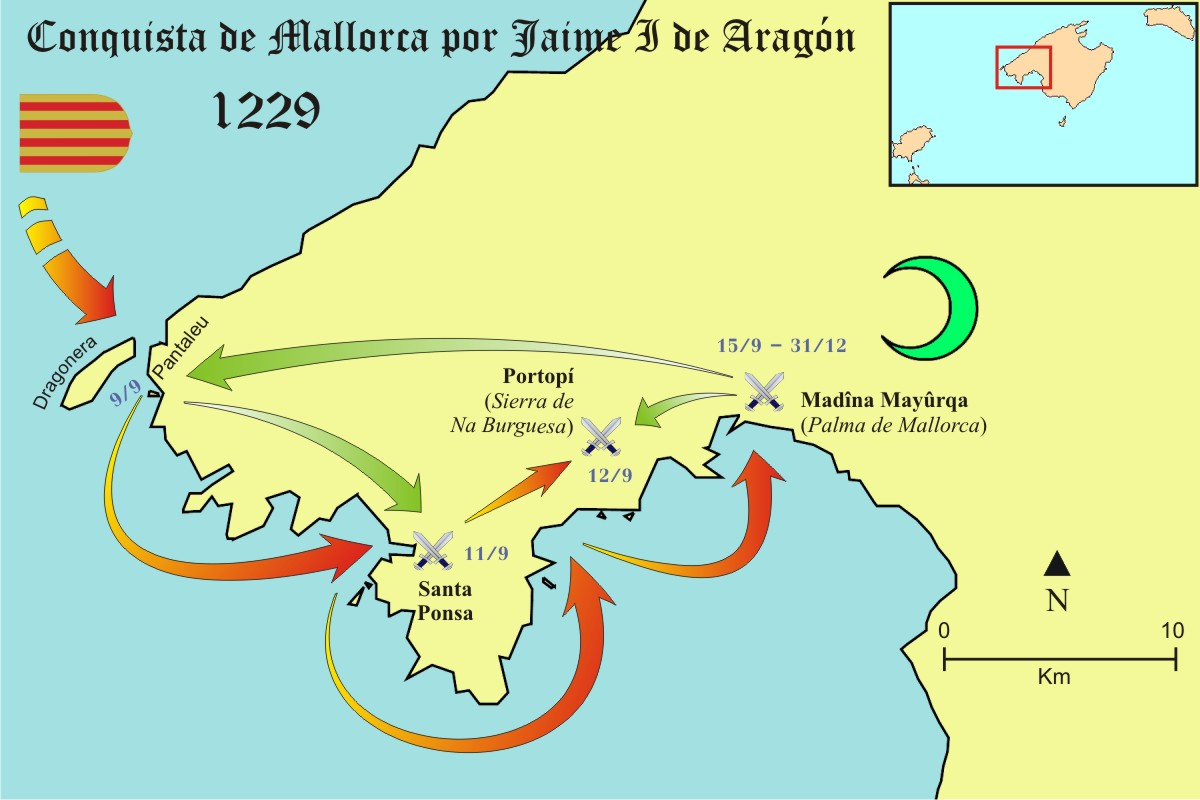
Conquista de Mallorca, después de la reunión de las Cortes Catalanas en el Palacio Real Mayor de Barcelona.

 En estas Cortes se debía de pactar el concurso de cada estamento en la empresa de la conquista de Mallorca y la repartición de las ganancias.
Fue precisamente Jaime I el responsable de reconstruir el palacio extendiéndolo hasta la Calle de los Condes y construyendo un patio interior (actual Museo Marés). También se añadió un nuevo cuerpo en la parte sudoeste del patio. La planta baja se articulaba con arcadas y el piso principal de doble altura con ventanales triforados y con arcos adintelados (en la actualidad, completamente reconstruidos).
A finales del siglo XIII, probablemente durante el reinado de Jaime II, o de algunos de sus antecesores, se realizaron pinturas murales representando el ejército catalán durante la conquista de Mallorca o la expedición de la Gran Compañía. Actualmente se conservan en el Museo de Historia de Barcelona.
También fue Jaime II quien encargó la construcción de la capilla real de Santa Ágata (en esa época de Santa María) en 1302, al maestro de obras Bertran Riquer. La capilla, ya con traza gótica plenamente, se edificó adosada a la muralla romana, disponía de puerta directa con el palacio y de una tribuna en alto para la asistencia de los reyes a las ceremonias religiosas, además de la sacristía construida dentro de una torre de la muralla romana. La planta es de una sola nave y con bóveda de cañón. En el primer cuarto del siglo XIV se le añadió una torre octogonal.
En 1317, finalmente, Alfonso IV pudo preceder, a la adquisición del llamado "Palau de Santa Eulàlia", el antiguo palacio episcopal situado en el espacio de la actual Plaza de San Ivo. La adquisición permitió ampliar el complejo palatino y añadir nuevas estancias regias al constreñido palacio románico.
En esa época, el palacio también tenía un extenso jardín, llamado "hort Comtal" (huerto Condal), situado a este de las murallas romanas. Dicho jardín se extendía desde la Plaza del Aceite al sur, hasta el inicio de la Riera de San Juan al norte y fue desapareciendo a partir del siglo XIV, cuando el área empezó a urbanizarse y su colección de leones fue trasladada al Palacio Real Menor.

### Las grandes obras (siglosXIV-XV)
Pedro el Ceremonioso hizo edificar la Gran Sala o "Cambra de Paraments" (actual Salón del Tinell), tomando como inspiración el Gran Salón de La Almudaina o la "Salle des Mallorques" del Palacio de los Reyes del Mallorca en Perpiñán. Entre 1359-1364 el maestro de obras Guillem Carbonell edificó un gran espacio interior articulado a través de grandes arcos diafragama. Conservó, sin embargo, las fachadas románicas. En 1362 ya se estaba pintando el techo por Jaime Desfeu y en 1370 se pavimentó y se puso una placa conmemorativa sobre la puerta:

En l’any de la nativitat de Nostre Senyor MCCCLXX lo molt alt Senyor en Pere Terç Rei d’Aragó féu obrar aquesta cambra.

 Por este tiempo además de las salas de representación y de residencia se tiene noticia de una armería: 

arxiu de les armes reials.

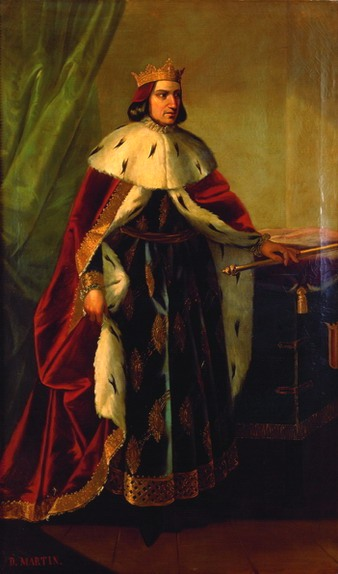
Martín I "el Humano", rey de Aragón y conde de Barcelona.

El rey Martín I el Humano, en 1403 reformó la plaza del Rey agrandándola para que se pudieran celebrar torneos en ella y construyó las escaleras del acceso al palacio. Emprendió nuevas reformas en las plantas altas edificando unas pequeñas estancias llamadas "palauet de Bellvís" (palacete del belvedere). El patio interior de entrada al palacio fue transformado en un jardín, que se conocería como "el verger" (el vergel) y se plantaron acerolos, mirto, jazmín y albahaca, además de varios árboles frutales. Todo ello provenía del Real de Valencia. Al patio también se añadió un pórtico desde el que el rey podía contemplar su nuevo jardín.
Finalmente se realizó un paso elevado hacia la catedral al lado del portal de San Ivo (dicho paso fue derribado en 1823). Para dichas obras se trajo piedra mallorquina de Santañí, ladrillar de Valencia y materiales diversos de Sicilia.

### El palacio de los Trastámara (sigloXV)
La llegada al trono de Aragón de la Casa de Trastámara coincidió con una crisis económica y demográfica en el principado de Cataluña, todo ello acrecentado por varios conflictos como la Guerra de los Remensas o la Guerra Civil Catalana. Por ello, los soberanos y su corte fueron abandonando Barcelona en favor de Valencia, que vivía un periodo de pujanza económica y cultural.
Pocos fueron los cambios introducidos en el palacio real. Durante el breve reinado de Pedro de Portugal (1463-1466) los trabajos llevados a cabo fueron sobre todo decorativos: la chimenea del Salón del Tinell obrada por el escultor Juan Claperós; la realización de sesenta baldosas de tierra cocida para la capilla de Santa Ágata representando ángeles y las armas de Aragón y Sicilia; el encargo del retablo de la Epifanía al pintor Jaime Huguet en 1465 o la policromía del techo realizada por Alfons de Córdova.
Entre 1461 y 1472, respectivamente, susodicha capilla sirvió de capilla ardiente para Carlos de Viana y para su padre Juan II de Aragón.
Durante el reinado de los Reyes Católicos, el palacio fue cedido a diversos órganos administrativos, la Inquisición tomó posesión de las dependencias alrededor del patio del "verger" (actual Museo Marés) y la Real Audiencia se instaló cerca del Salón del Tinell.

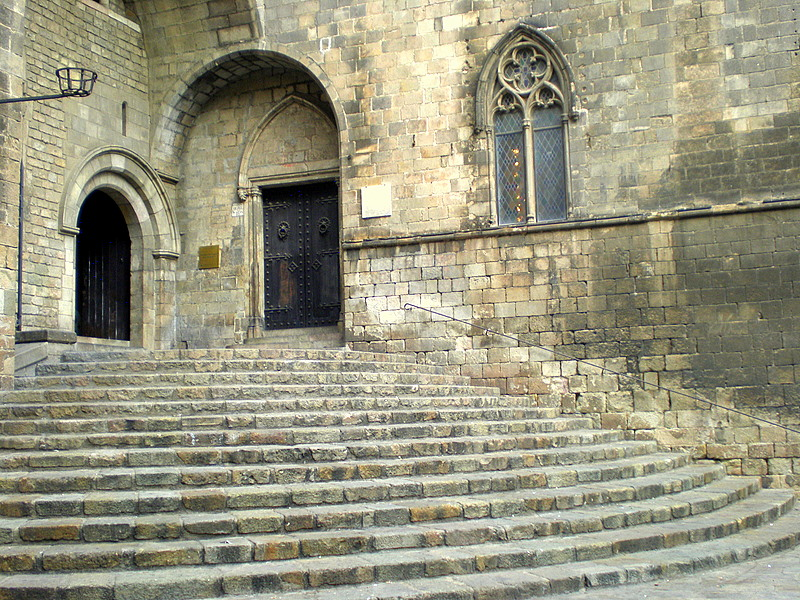
Escalinata del Palacio Real Mayor, con la entrada al Salón del Tinell a la izquierda y la puerta de la capilla de Santa Ágata a la derecha.

En las escaleras de la entrada del Palacio Real Mayor, Fernando II sufrió un intento de asesinato el 7 de diciembre de 1492. El regicida, Joan de Canyamars, fue juzgado y condenado a "morir en una cruelísima muerte, para ser ejemplo y castigo de otros". A causa de dicho atentado, los reyes se instalaron en el Monasterio de San Jerónimo de la Murtra, en Badalona, donde tuvo lugar el recibimiento, al regreso de su viaje de América, de Cristóbal Colón por los Reyes Católicos; la recepción en el Palacio Real Mayor fue posterior.

### El palacio de los Austrias (siglosXVI-XVII)
Bajo el reinado de Carlos I, en 1542, la Real Audiencia ocupó también el Salón del Tinell, que fue dividido en por varios tabiques. El espacio recibió entonces el nombre de "Saló del Borboll" (Sala del ruido), por el ruido del trabajo. También se añadió una nueva puerta cara a la plaza del Rey para entrar a la Real Audiencia. La puerta, coronada por un frontón triangular, se puede ver en un dibujo de Gustave Doré publicado en Le Tour du monde: Voyage en Espagne de 1862 y en fotografías antiguas. Actualmente está colocada en la plaza de San Ivo y sirve de entrada al Museo Marés.
En 1547, las cortes de Monzón obligaron a la Generalidad a construir una residencia para alojar al virrey o lugarteniente del Rey en Cataluña. El palacio del Lugarteniente fue edificado entre 1546 y 1555 en la plaza del Rey (que quedó considerablemente reducida) y presenta un estilo gótico tardío con tímidas referencias renacentistas. Consta de planta rectangular, con cuatro plantas más los bajos y un gran patio central. En su planta baja tiene cuatro grandes arcos carpaneles sobre pilares que sostienen una galería de tipo toscano con arcos de medio punto la escalera hacia el piso superior está dispuesta como en los palacios italianos.

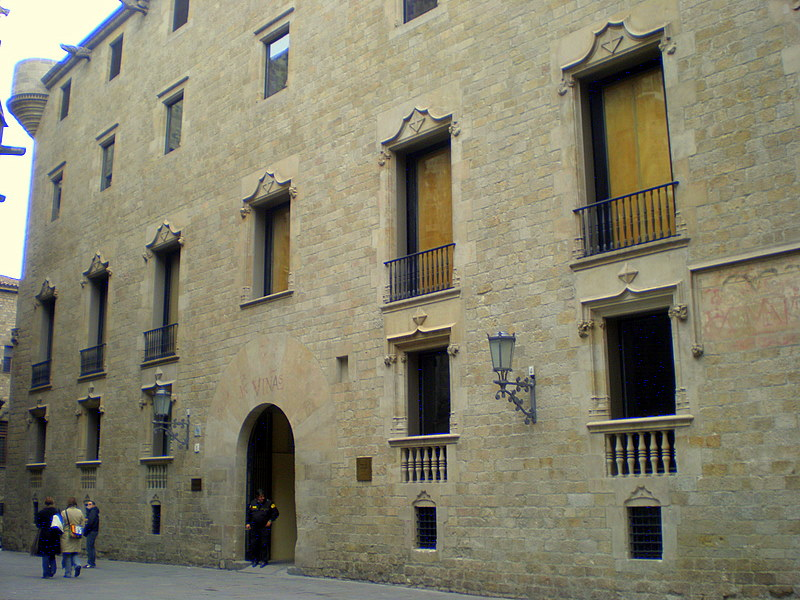
Palacio del Lugarteniente.

A pesar de su destino, nunca fue habitado por los virreyes, que prefirieron usar distintos palacio de la Calle Ancha o la plaza del duque de Medinacelli. La negativa de los virreyes puede explicarse por la omnipresencia de los símbolos de la Generalidad, la ausencia de referencias a la Corona, la excesiva sobriedad del edificio y su entorno urbano cada vez más densificado.

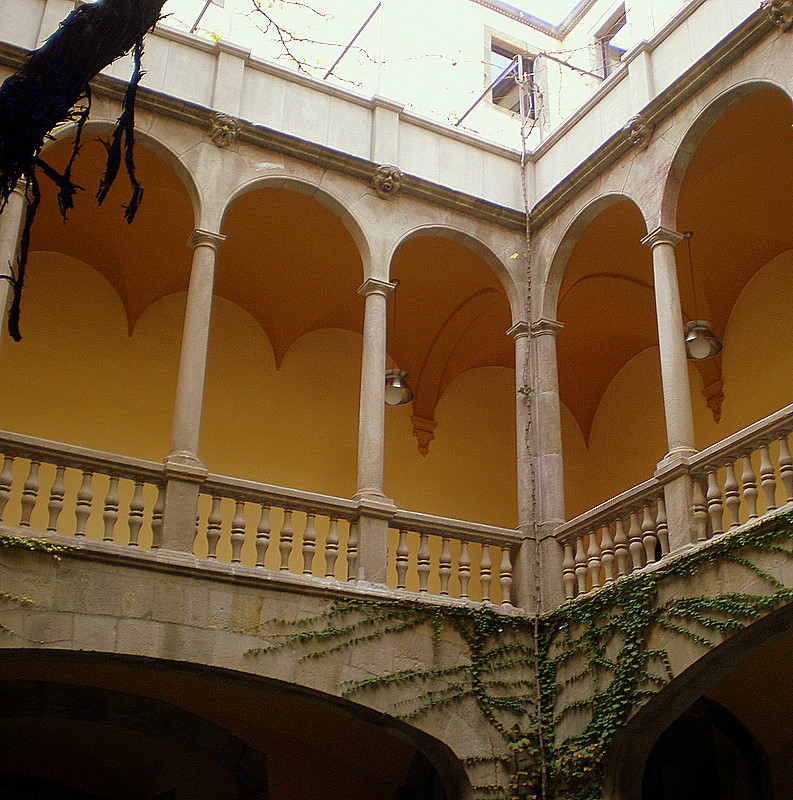
Galería del Palacio del Lugarteniente.

El último añadido al Palacio Real Mayor fue, en 1555, la llamada torre o mirador del rey Martín, una torre rectangular de cinco pisos de altura, habiendo en cada uno de ellos una galería de arcos de medio punto con siete ventanas. En su origen, estas torres tenían finalidad defensiva, como mirador, y también por simple ostentación. De la época medieval, lo más parecido al mirador de la plaza del Rey es la torre Vittoria en Como o las torres de la población toscana de San Gimignano.

### De los Borbones a la actualidad (siglosXVIII-XXI)
A principios del siglo XVIII, ni Felipe V ni el archiduque Carlos, en sus respectivas visitas a la ciudad, residieron el palacio, habitando el palacio del Virrey cerca del puerto.
La disolución del aparato político catalán por la victoria militar borbónica, hizo que la Real Audiencia se trasladara en el Palau de la Generalitat. En 1718 el rey Felipe V cedió el Salón del Tinell, las salas anexas y el "quarto nuevo" (el palacio del Lugarteniente) a las monjas clarisas, cuyo convento del Barrio de la Ribera se había derribado para la construcción de la Ciudadela. En 1722 empezaron las obras para convertir el salón en una iglesia barroca dedicada a Santa Clara.
El conjunto sufrió grandes transformaciones a partir de 1834, con la abolición de la Inquisición y de 1835, con la desamortización y la exclaustración de la monjas. El Palacio del Lugarteniente se convirtió en la sede del Archivo de la Corona de Aragón en 1853 y los antiguos espacio del Verger ocupados por la Inquisición de vendieron y se convirtieron en viviendas particulares. La capilla de Santa Ágata continuó siendo propiedad de la Corona hasta la ley de Real Patrimonio de 1865.
Las monjas clarisas se reinstalaron en su convento (solo en los espacios aledaños al Salón del Tinell/iglesia de Santa Clara) en 1855, aunque lo tuvieron que abandonar una vez más en 1869 y definitivamente en 1936.
Durante la Guerra Civil, el convento fue confiscado por la Generalidad y entonces se descubrió la original sala gótica, tapada por un piso añadido. Tras el conflicto, el espacio gótico, ahora propiedad del ayuntamiento de Barcelona fue recuperado por los arquitectos municipales Adolfo Florensa y Joaquim Vilaseca bajo la dirección de Agustín Durán Sanpere. En 1943 se inauguró el Museo de Historia de Barcelona.

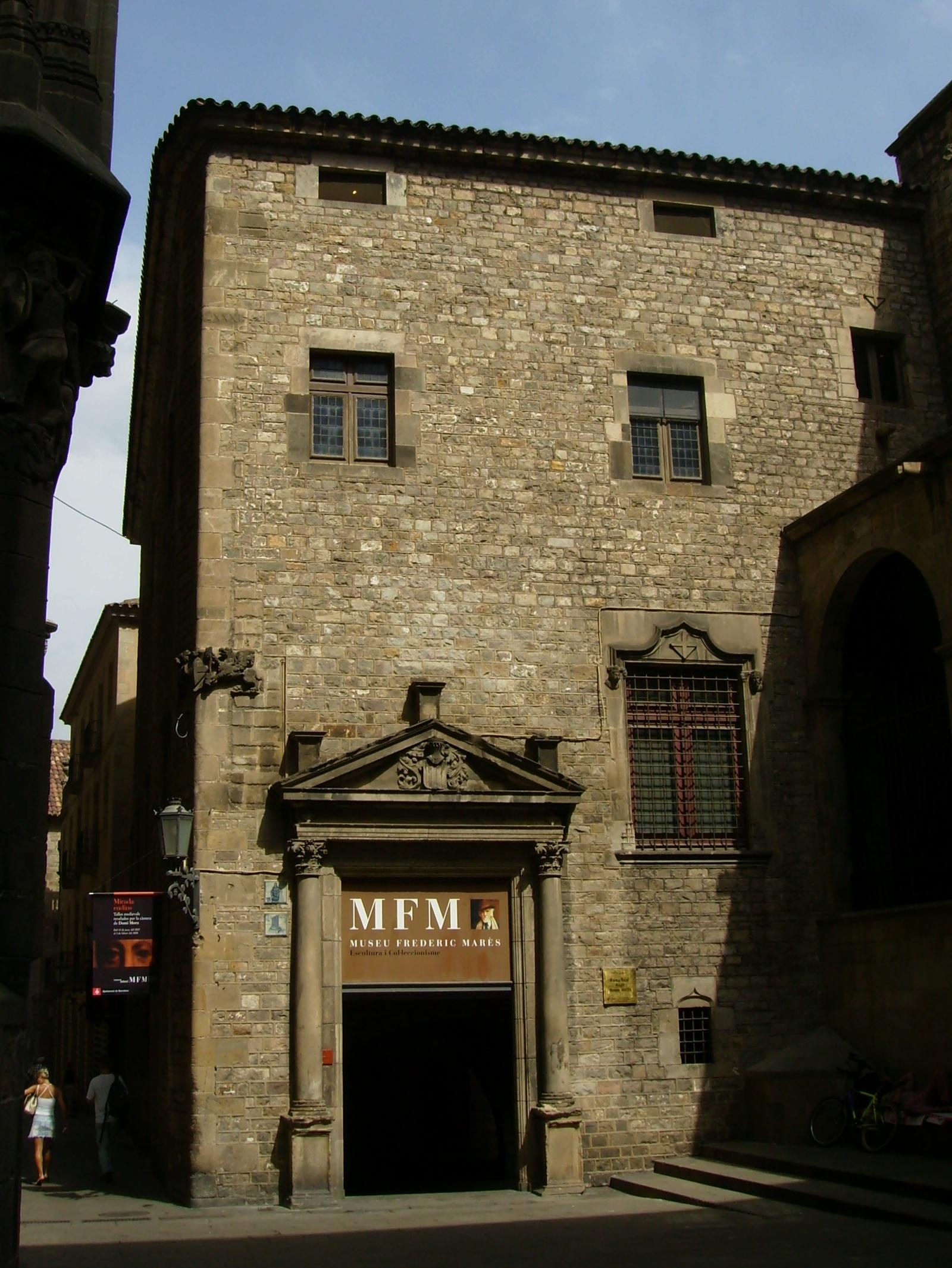
Antigua puerta de la Real Audiencia, hoy entrada al Museo Marés.

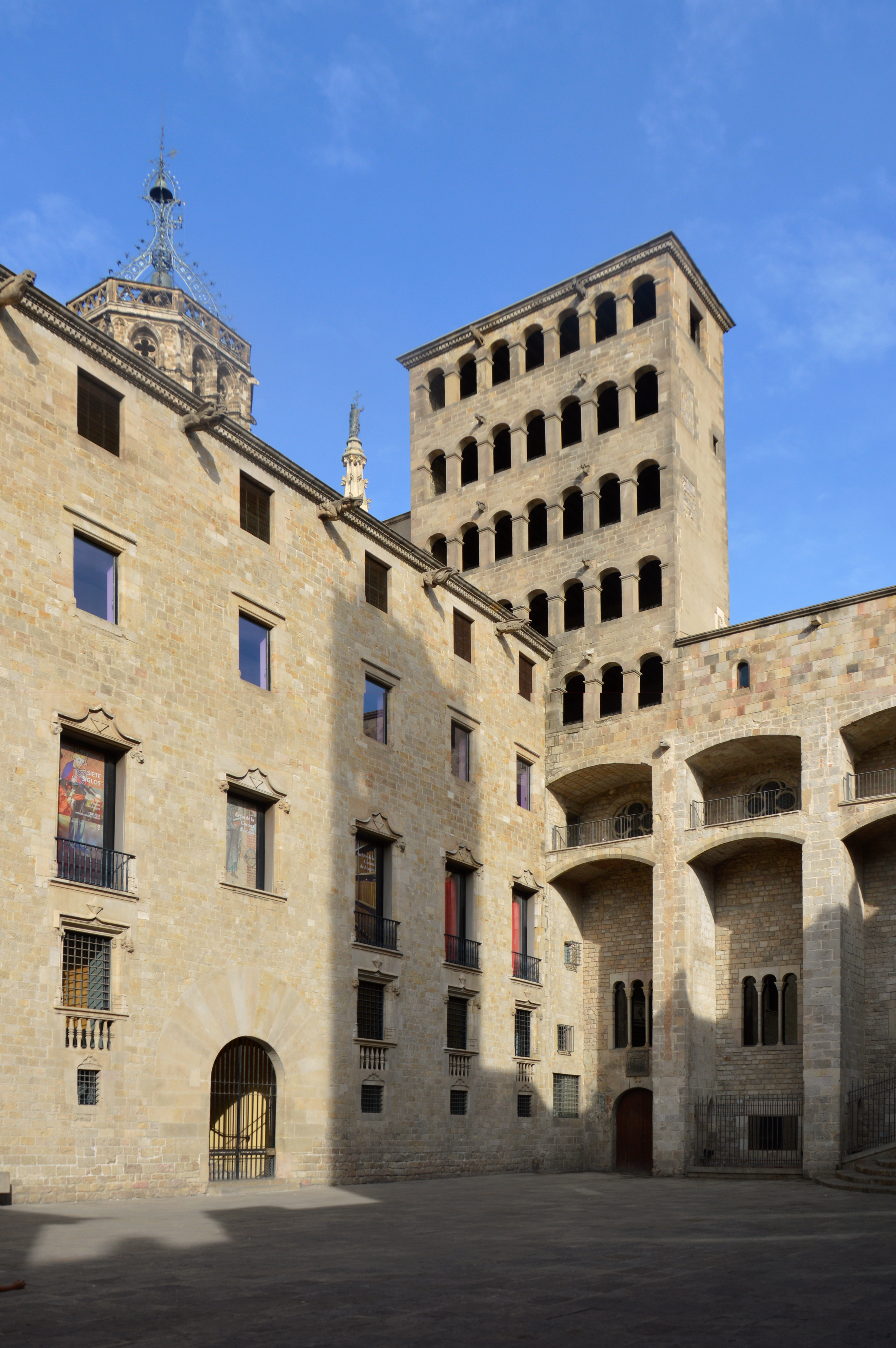
Mirador del Rey Martín.

De 1944 a 1948, Adolfo Florensa se encargó de la remodelación y monumentalizarción del antiguo Verger, que reconstruyó en forma de patio gótico para albergar el Museo Frederic Marès. Todo el conjunto adquirió entonces una cierta unidad estilística basada en el gótico catalán.

## Edificios
Se compone básicamente de tres edificios:
- El Salón del Tinell, mandado construir por el rey Pedro el Ceremonioso entre los años 1359 y 1362 al maestro de obras Guillem Carbonell. El Salón del Tinell consta de planta rectangular de 34 metros de longitud por 17 de anchura y 12 de altura, cubierta con una techumbre plana con vigas de madera que descansan sobre seis arcos de medio punto en piedra con perfil de moldura sobre unas columnas adosadas con capiteles y con más de 16 metros de luz entre ellas.
- La capilla palatina de Santa Ágata, del año 1302, obra del rey Jaime II de Aragón y su esposa Blanca de Nápoles. En su interior se encuentra el retablo del condestable Pedro de Portugal del pintor Jaime Huguet (1465).
- El Palacio del Lugarteniente, del año 1549, encargada su construcción por el rey Carlos I a Antoni Carbonell, ha sido sede del Archivo General de la Corona de Aragón desde 1836 hasta 1994.